# Station Kapellenbos
Het station Kapellenbos is een voormalige spoorweghalte langs lijn 12 in de gemeente Kapellen. De stopplaats werd gesloten in 1994. De perrons zijn in 2005-2006 afgebroken. De halte bevond zich ter hoogte van de huidige overweg met de N122 (Kalmthoutsesteenweg)

## Reizigerstellingen
De grafiek en tabel geven het gemiddeld aantal instappende reizigers weer op een week-, zater- en zondag.
| Tabel: aantal instappende reizigers station Kapellenbos | Tabel: aantal instappende reizigers station Kapellenbos | Tabel: aantal instappende reizigers station Kapellenbos | Tabel: aantal instappende reizigers station Kapellenbos |
|                                                         | Weekdag                                                 | Zaterdag                                                | Zondag                                                  |
| ------------------------------------------------------- | ------------------------------------------------------- | ------------------------------------------------------- | ------------------------------------------------------- |
| 1977                                                    | 147                                                     | 43                                                      | 45                                                      |
| 1978                                                    | 126                                                     | 85                                                      | 46                                                      |
| 1979                                                    | 127                                                     | 48                                                      | 31                                                      |
| 1980                                                    | 146                                                     | 35                                                      | 28                                                      |
| 1981                                                    | 107                                                     | 29                                                      | 57                                                      |
| 1982                                                    | 156                                                     | 23                                                      | 30                                                      |
| 1983                                                    | 93                                                      | 26                                                      | 21                                                      |
| 1984                                                    | 118                                                     | 30                                                      | 29                                                      |
| 1985                                                    | 77                                                      | 41                                                      | 35                                                      |
| 1986                                                    | 51                                                      | 31                                                      | 15                                                      |
| 1987                                                    | 66                                                      | 25                                                      | 25                                                      |
| 1988                                                    | 64                                                      | 52                                                      | 33                                                      |
| 1989                                                    | 66                                                      | 39                                                      | 31                                                      |
| 1990                                                    | 73                                                      | 37                                                      | 19                                                      |
| 1991                                                    | 65                                                      | 49                                                      | 48                                                      |
| 1992                                                    | 70                                                      | 47                                                      | 52                                                      |

0,0: Antwerpen-Centraal ·
2,3: Antwerpen-Oost ·
3,4: Borgerhout ·
5,8: Antwerpen-Dam ·
8,3: Antwerpen-Luchtbal ·
9,1: Antwerpen-Noorderdokken ·
11,4: Ekeren ·
12,5: Sint-Mariaburg ·
13,8: Heikestraat ·
15,0: Kapellen ·
19,0: Kapellenbos ·
21,0: Heide ·
22,7: Kijkuit ·
24,0: Kalmthout ·
28,1: Wildert ·
32,1: Essen ·
23,0: Roosendaal ·
15,6: Oudenbosch ·
7,5: Zevenbergen ·
0,0: Moerdijk AR ·
0,0: Lage Zwaluwe